# 31 (película)
31 es una película slasher estadounidense de 2016 escrita y dirigida por Rob Zombie. La película sigue a un grupo de personas que son secuestradas la noche anterior a Halloween y posteriormente encerradas en un lugar llamado «Murder World». Ahí se les informa que deberán participar de un macabro juego de nombre «31», cuyo objetivo es sobrevivir doce horas contra una pandilla de sádicos payasos, los cuales no pararán hasta victimar a los cinco participantes. El reparto coral es constituido por Sheri Moon Zombie, Jeff Daniel Phillips, Lawrence Hilton-Jacobs, Meg Foster, Richard Brake, Jane Carr, Judy Geeson, E.G. Daily, y Malcolm McDowell. Fue estrenada durante el Festival de Cine de Sundance el 23 de enero de 2016, y recibió reseñas mixtas por parte del público y los críticos.

## Argumento
El 30 de octubre de 1975, cinco trabajadores de una feria de pueblo son raptados y mantenidos como rehenes una noche antes de Halloween, y son llevados a un recinto secreto llamado «Murder World». Allí se les informa que deberán participar en un juego denominado «31», cuyo objetivo es sobrevivir durante doce horas. Esto les resultará difícil porque en «Murder World» ellos no están solos, de hecho, serán acosados por una violenta pandilla de payasos asesinos.

## Reparto
| Actor                    | Personaje            |
| ------------------------ | -------------------- |
| Sheri Moon Zombie        | Charly/n°5           |
| Jeff Daniel Phillips     | Roscoe Pepper/n°3    |
| Lawrence Hilton-Jacobs   | Panda Thomas/n°1     |
| Meg Foster               | Venus Virgo/n°2      |
| Kevin Jackson            | Levon Wally/n°4      |
| Malcolm McDowell         | Father Murder        |
| Judy Geeson              | Sister Dragon        |
| Jane Carr                | Sister Serpent       |
| E.G. Daily               | Sex-Head             |
| Torsten Voges            | Death-Head           |
| Lew Temple               | Psycho-Head          |
| David Ury                | Schizo-Head          |
| Richard Brake            | Doom-Head            |
| Pancho Moler             | Sick-Head            |
| Daniel Roebuck           | Pastor Victor        |
| Ginger Lynn              | Cherry Bomb          |
| Tracey Walter            | Lucky Leo            |
| Michael "Redbone" Alcott | Fat Randy Bumpagussy |

## Producción
Los planes para crear 31 fueron anunciados en mayo de 2014 a través de un afiche que mostraba una ensangrentada cabeza de payaso junto al número 31 y la frase «Una película de Rob Zombie». Los seguidores de Zombie y los medios especializados especularon que la película sería la tercera entrega del universo House of 1000 Corpses y The Devil's Rejects, que estaría basada en la historia del asesino en serie John Wayne Gacy o que formaría parte de la saga de películas Halloween. Sin embargo, Zombie confirmó que 31 sería una historia original que no estaría basada en ningún trabajo existente. También hizo saber que el número 31 se refería al 31 de octubre (Noche de Brujas). En julio de 2014, Zombie divulgó el argumento de su película, la cual mostraría a un grupo de personas que son forzadas a participar en un sanguinario juego llamado «31». También anunció que su proyecto sería financiado a través de una campaña de micromecenazgo. Según Zombie, debido a que muchos fanáticos demostraron su interés por hacer donaciones para la película, inició una segunda campaña de recolección de fondos en el sitio web Fanbacked.com en febrero de 2015.
Zombie aseguró que su inspiración para crear 31 surgió al leer sobre una estadística que señalaba que Halloween era el día del año en el que más personas se extravían por alguna razón y consideró que esa sería una buena premisa para una película. También tuvo ideas al visitar el festival de terror Great American Nightmare y ver a los empleados del evento disfrazados como payasos asesinos. Zombie comenzó a buscar lugares para el rodaje en el 2014 y comenzó a filmar en marzo de 2015, concluyendo al mes siguiente.

## Estreno
31 se estrenó en el Festival de Cine de Sundance el 26 de enero de 2016. Al poco tiempo de su lanzamiento, Saban Films anunció que habían adquirido los derechos del film y que le darían una proyección limitada en los cines estadounidenses el 16 de septiembre de 2016.

### Clasificación
La película fue enviada dos veces a la MPA, y ambas veces recibió la calificación de NC-17. La descripción que hizo la MPA sobre la película fue "una película con violencia gráfica y sádica, de sexualidad y nudismo bizarro, e imágenes fuertes con lenguaje moderadamente fuerte". El 5 de enero de 2016, finalmente se le otorgó a la película la clasificación de R por su fuerte violencia, terror sanguinario, lenguaje generalizado, contenido sexual y uso de drogas. Poco tiempo luego de esto, el director de la película, Rob Zombie, le comentó a un fan por Facebook que el corte de director sería eventualmente accesible cuando saliera el DVD y también incluiría la versión sin cortes y más violenta de la película.

### Recepción de la crítica y los medios
La película tiene un 47% de aprobación en la página Rotten Tomatoes basada en 45 reseñas, y de calificación promedio de 4.53/10. El consenso de la web dice "31 se asegura de mostrar todo el gore y la sangre que los fans de Zombie ansían por ver, pero la falta de ideas nuevas y personajes por los cuales apoyar se nota, y necesita más trabajo". En Letterboxd, el film contiene una calificación promedio de 2.5/5, con la mayor cantidad de puntaje siendo de tres estrellas o tres estrellas y media.
La mayor parte del odio hacia el metraje se centra en quejas de que se siente forzado y no trae nada nuevo al género. Sin embargo, a contraparte de las críticas negativas, hay críticas positivas, como la de Bloody Disgusting, quienes elogiaron la violencia, la sangre, el sexo, y el gore de la película, sosteniendo que logra entretener al espectador y cumple completamente con sus objetivos.